# گورنگی لیپوواتس (صربستان)
گورنگی لیپوواتس (به صربی: Gornji Lipovac) یک منطقهٔ مسکونی در صربستان است که در بروس واقع شده‌است. گورنگی لیپوواتس ۹۰ نفر جمعیت دارد.